# Senat von Maine

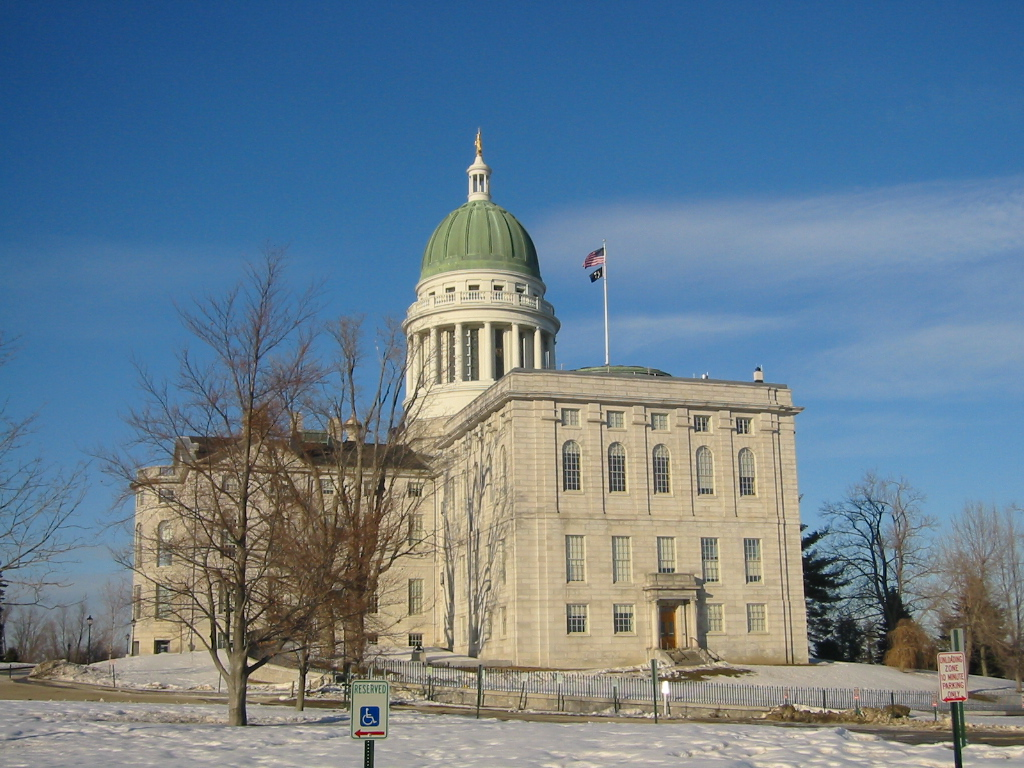
Maine State House

Der Senat von Maine (englisch Maine State Senate) ist das Oberhaus der Maine Legislature, der Legislative des US-Bundesstaates Maine.
Die Parlamentskammer setzt sich aus 35 Senatoren zusammen, die jeweils einen Wahldistrikt repräsentieren. Anders als im Repräsentantenhaus von Maine sitzen im Senat keine nicht stimmberechtigten Abgeordneten für die indigene Bevölkerung. Weil der Senat von Maine auf Teilzeitbasis ausgerichtet ist, gehen die Abgeordneten gewöhnlich einer Nebenbeschäftigung nach. Der Sitzungssaal des Senats befindet sich gemeinsam mit dem Repräsentantenhaus im Maine State House in der Hauptstadt Augusta.

## Aufgaben des Senats
Wie in den Oberhäusern anderer Bundesstaaten und Territorien sowie im US-Senat fallen dem Senat von Maine im Vergleich zum Repräsentantenhaus spezielle Aufgaben zu, die über die Gesetzgebung hinausgehen. So obliegt es dem Senat, Nominierungen des Gouverneurs in dessen Kabinett, weitere Ämter der Exekutive sowie Kommissionen und Behörden zu bestätigen oder zurückzuweisen.

## Struktur der Kammer
Maine ist einer von vier Bundesstaaten neben Arizona, Oregon und Wyoming, die keinen Vizegouverneur haben. Dieser Amtsinhaber fungiert in den anderen Oberhäusern der Bundesstaaten als Oberhaupt des jeweiligen Senats. Stattdessen gibt es in Maine einen eigenen Senatspräsidenten.

### Zusammensetzung der Kammer
| Partei   | Partei                 | Abgeordnete |
| -------- | ---------------------- | ----------- |
|          | Republikanische Partei | 20          |
|          | Demokratische Partei   | 14          |
|          | parteilos              | 1           |
| Summe    | Summe                  | 35          |
| Mehrheit | Mehrheit               | 5           |

### Wichtige Senatsmitglieder
| Position                            | Name              | Partei       |
| ----------------------------------- | ----------------- | ------------ |
| Präsident des Senats                | Kevin Raye        | Republikaner |
| Mehrheitsführer / Majority Leader   | Jonathan Courtney | Republikaner |
| Oppositionsführer / Minority Leader | Barry Hobbins     | Demokrat     |